# Matran
Matran là một đô thị trong huyện Sarine thuộc bang Fribourg ở Thụy Sĩ.
Matran nằm ở khu vực có độ cao 614 m trên mực nước biển và có cự ly khoảng 5,5 km so với thủ phủ bang Fribourg. 
Tài liệu ghi chép đầu tiên về khu vực năm 1138 với tên Martrens Nuithonie. Sau đó tên được đổi thành Martrans (1148), Matrans (1157), Martranz (1285), Martrant (1445), Martrand (1555) và Matrang (1668). 

## Links
- Lưu trữ ngày 28 tháng 9 năm 2007 tại Wayback Machine